# Walter Nickel (Schauspieler)
Walter Nickel (* 1941 in Oberschlesien) ist ein deutscher Schauspieler.

## Leben
Nickel wurde durch seine Auftritte in der Reihe Tatort bekannt. In den Tatort-Produktionen des MDR spielte er neben Peter Sodann und Bernd Michael Lade zuerst namenlose Nebenrollen, später die wiederkehrende Rolle des Kriminaltechnikers Walter.
Nickel war außerdem mehrfach in Nebenrollen im Polizeiruf 110 zu sehen. Darüber hinaus trat er auch in den Serien Familie Dr. Kleist und Heiter bis tödlich: Akte Ex auf.

## Filmografie
- 1965: … nichts als Sünde
- 1978: Oh, diese Tante
- 1980: Die Schmuggler von Rajgrod
- 1985: Polizeiruf 110: Traum des Vergessens
- 1985: Polizeiruf 110: Der zersprungene Spiegel
- 1986: Polizeiruf 110: Kein Tag ist wie der andere
- 1988: Polizeiruf 110: Ihr faßt mich nie!
- 1990: Polizeiruf 110: Tödliche Träume
- 2003: Tage des Sturms
- 1992–2007 Tatort, ab 1999 in einer wiederkehrenden Rolle
- 2007: Heimweh nach drüben
- 2010: Familie Dr. Kleist Neue Wege (Fernsehserie)
- 2012: Akte Ex Fernweh (Fernsehserie)